# Palazzo Friggi Nocca
Il palazzo Friggi Nocca è un palazzo di Pavia, in Lombardia. 

## Storia
Nei primi decenni del Settecento, la nobile famiglia pavese dei Friggi decise di rimodellare la propria dimora urbana, dando così inizio ai lavori di ricostruzione del palazzo. Nel 1781 l'edificio, che era allora in vendita, venne preso in considerazione come sede del collegio Illirico, che l'imperatore Giuseppe II intendeva spostare da Bologna a Pavia, dato che non voleva che gli studenti provenienti dai suoi stati dovessero andare all'estero per motivi di studio, ma l’operazione sfumò. Il palazzo fu allora acquistato dai Nocca, rimanendo quindi un’abitazione privata.

## Descrizione
Il palazzo presenta una pianta a "U", aperta verso l’interno. La facciata, scandita dalle fasce marcapiano e dalle cornici delle finestre, è dotata di due avancorpi laterali, arricchiti da paraste, ed è provvista di due portoni, di cui uno cieco. Entrando nel palazzo si trova un grande atrio, articolato su colonne binate ioniche, che mette in comunicazione con lo scalone, in granito e provvisto di una ringhiera barocca in ferro battuto decorata da coppie di volute cuoriformi. Sempre in ferro battuto sono anche le ringhiere dei balconi settecenteschi del piano nobile. Internamente molte sale sono decorate da dipinti e decorazioni neoclassiche del tardo Settecento, mentre altre sono riferibili all’Ottocento.